# Acraea vulgaris
Acraea vulgaris är en fjärilsart som beskrevs av Charles Oberthür 1916. Acraea vulgaris ingår i släktet Acraea och familjen praktfjärilar. Inga underarter finns listade i Catalogue of Life.